# سه کوه دوا

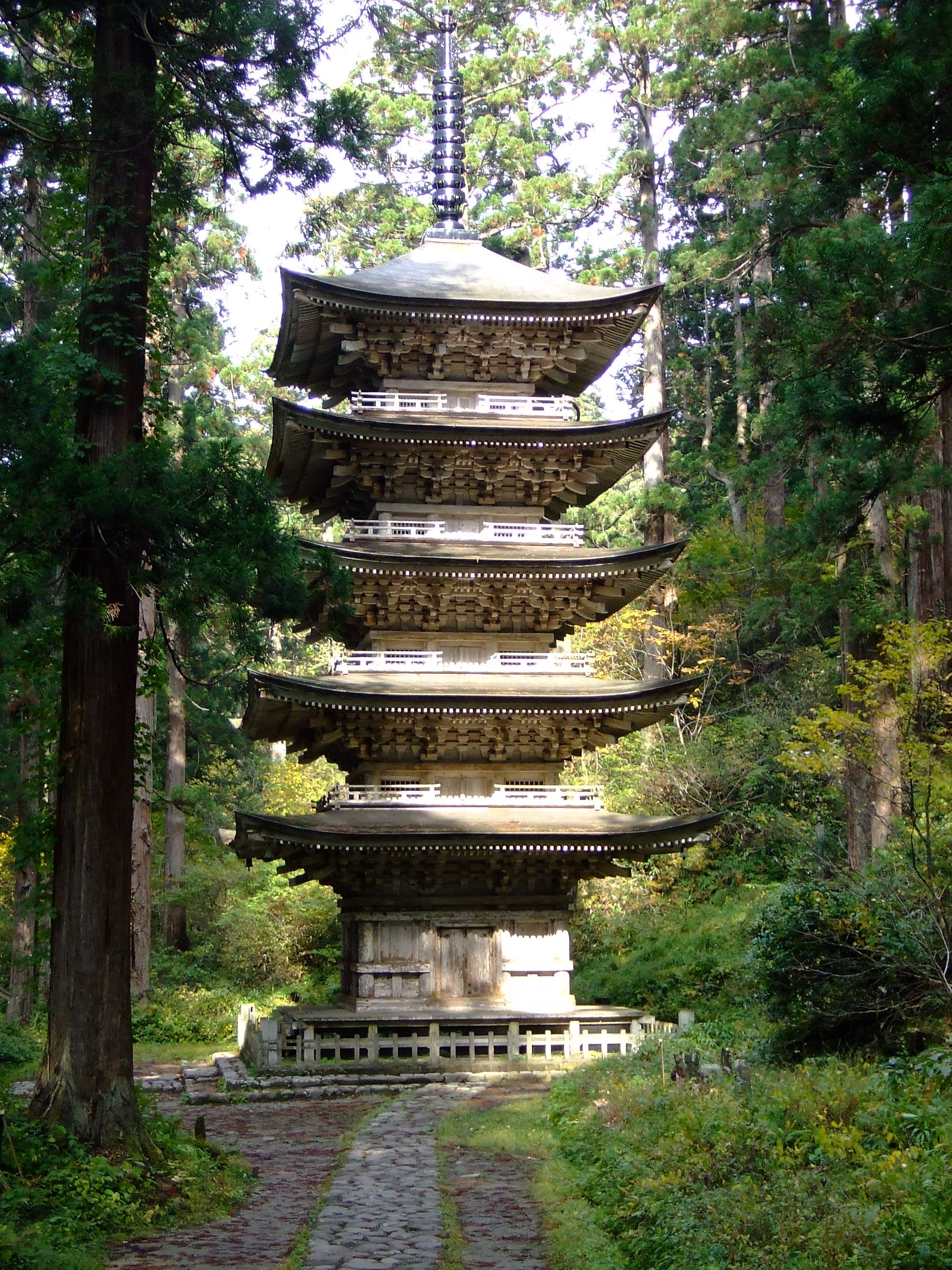
کوه هاگورو

سه کوه دوا (به ژاپنی: (出羽三山 Dewa Sanzan) اشاره دارد به کوه هاگورو، کوه گاسان و کوه یودونو که قبلاً در ولایت دوا و امروزه در استان یاماگاتا قرار دارند و از نظر شینتو مقدس به شمار می آیند.